# Vinkeljordfly
Vinkeljordfly (Opigena polygona) är en fjäril som beskrevs 1775 av Michael Denis och Ignaz Schiffermüller. Arten ingår i släktet Opigena och familjen nattflyn (Noctuidae). Den är starkt hotad (EN) i Finland men har en Livskraftig (LC) population i Sverige. Arten lever på torra gräsmarker, åkrar, ängar och öppna skogsbackar, framför allt i kulturmarker och andra av människan påverkade miljöer.
Enligt Catalogue of Life finns det två underarter:
- Opigena polygona polygona (Denis & Schiffermüller, 1775)
- Opigena polygona chersotimorpha Ronkay & Varga, 1985.